# Theridion pennsylvanicum
Theridion pennsylvanicum är en spindelart som beskrevs av James Henry Emerton 1913. Theridion pennsylvanicum ingår i släktet Theridion och familjen klotspindlar. Inga underarter finns listade i Catalogue of Life.